# KBCB-TV
KBCB je televizní stanice v Bellinghamu, v americkém státě Washington. Vysílá digitálně na ultrakrátkých vlnách (UHF), na kanálu 19. Přes systém PSIP je na kanálu 24.1. Signál přenáší Comcast, Dish Network a Verizon FiOS, vzdušné vlny ho přenášejí v oblastech Vancouveru a Victorie.
Stanice začala v únoru 1989 jako KEGA, své nynější jméno získala v říjnu 1989.
V roce 2006 se stanice přidružila pod ShopNBC a v únoru 2009 zrušila své analogové vysílání.
V srpnu 2011 se stala prvním subkanálem KBCB stanice ve španělském jazyce Estrella TV, která je dostupná na PSIP kanálu 24.2.